# Alexandra-Victoria de Schleswig-Holstein-Sonderbourg-Glücksbourg
La princesse Alexandra-Victoria de Schleswig-Holstein-Sonderbourg-Glücksbourg (née le 21 avril 1887 au château de Grünholz, en Allemagne et morte le 15 avril 1957 à Lyon, en France) est la fille du duc Frédéric-Ferdinand de Schleswig-Holstein-Sonderbourg-Glücksbourg et de la princesse Caroline-Mathilde de Schleswig-Holstein-Sonderbourg-Augustenbourg.
De 1908 à 1920, elle est, en qualité d'épouse du prince Auguste-Guillaume de Prusse, un membre de la famille impériale allemande.

## Famille

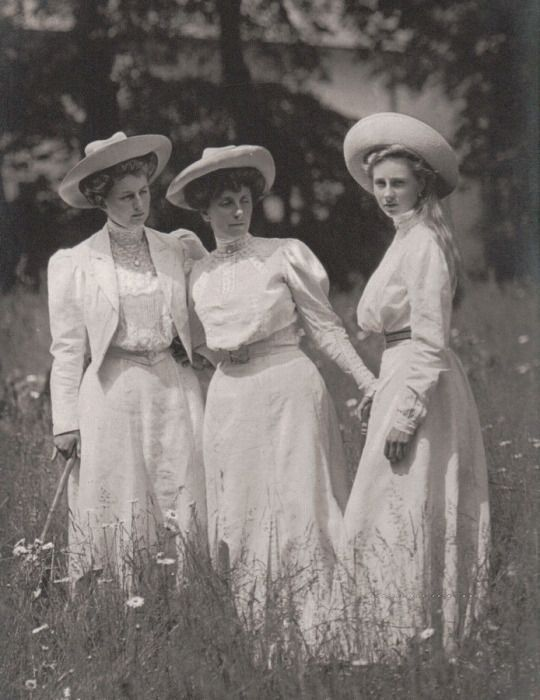
Alexandra-Victoria avec sa tante maternelle Théodora-Adélaïde et sa cousine et belle-sœur Victoria-Louise de Prusse vers 1908.

La princesse Alexandra-Victoria (en allemand : Alexandra Viktoria Auguste Leopoldine Charlotte Amalie Wilhelmine) est née le 21 avril 1887 au château de Grünholz. Elle est la deuxième fille et deuxième des six enfants du duc Frédéric-Ferdinand de Schleswig-Holstein-Sonderbourg-Glücksbourg et de Caroline-Mathilde de Schleswig-Holstein-Sonderbourg-Augustenbourg, mariés en 1885.
Alexandra-Victoria est la sœur cadette de Victoria-Adélaïde, duchesse de Saxe-Cobourg-Gotha, et donc grand-tante du roi Charles XVI Gustave de Suède. Elle est la sœur aînée d'Hélène, princesse de Danemark, d'Adélaïde-Louise, princesse de Solms-Baruth, du duc Frédéric de Schleswig-Holstein-Sonderbourg-Glücksbourg et de Caroline-Mathilde, comtesse de Solms-Baruth.
Son père est le fils aîné de Frédéric de Schleswig-Holstein-Sonderbourg-Glücksbourg et le neveu de Christian IX de Danemark, et sa mère est la petite-nièce de la reine Victoria.

## Mariages et descendance

### Premier mariage
Le premier mari d'Alexandra-Victoria est son cousin germain, le prince Auguste-Guillaume de Prusse, quatrième fils de l'empereur Guillaume II et de sa tante maternelle Augusta-Victoria de Schleswig-Holstein-Sonderbourg-Augustenbourg.
Le couple se marie le 22 octobre 1908 au château de Berlin. L'union, arrangée par l'empereur et l'impératrice, est d'abord relativement heureuse. Alexandra-Victoria est la belle-fille favorite de l'impératrice, d'autant plus qu'elle est sa nièce. Une contemporaine de la cour, la princesse Catherine Radziwill, commente qu'Alexandra-Victoria « s'est toujours montrée disposée à écouter sa belle-mère. C'est une gentille fille - blonde et grasse, le type parfait de la Deutsche Hausfrau - chère à l'âme des romanciers allemands. ». Un autre contemporain a écrit que l'union est un mariage d'amour et qu'Alexandra-Victoria est une « jeune fille charmante, jolie et brillante. ».
Alexandra-Victoria et Auguste-Guillaume ont un fils unique :
- Alexandre-Ferdinand de Prusse (né à Berlin le 26 décembre 1912 et mort à Wiesbaden le 12 juin 1985). Il épouse à Dresde le 19 décembre 1938 Irmgard Weygand (1912-2001), dont est issu un fils.

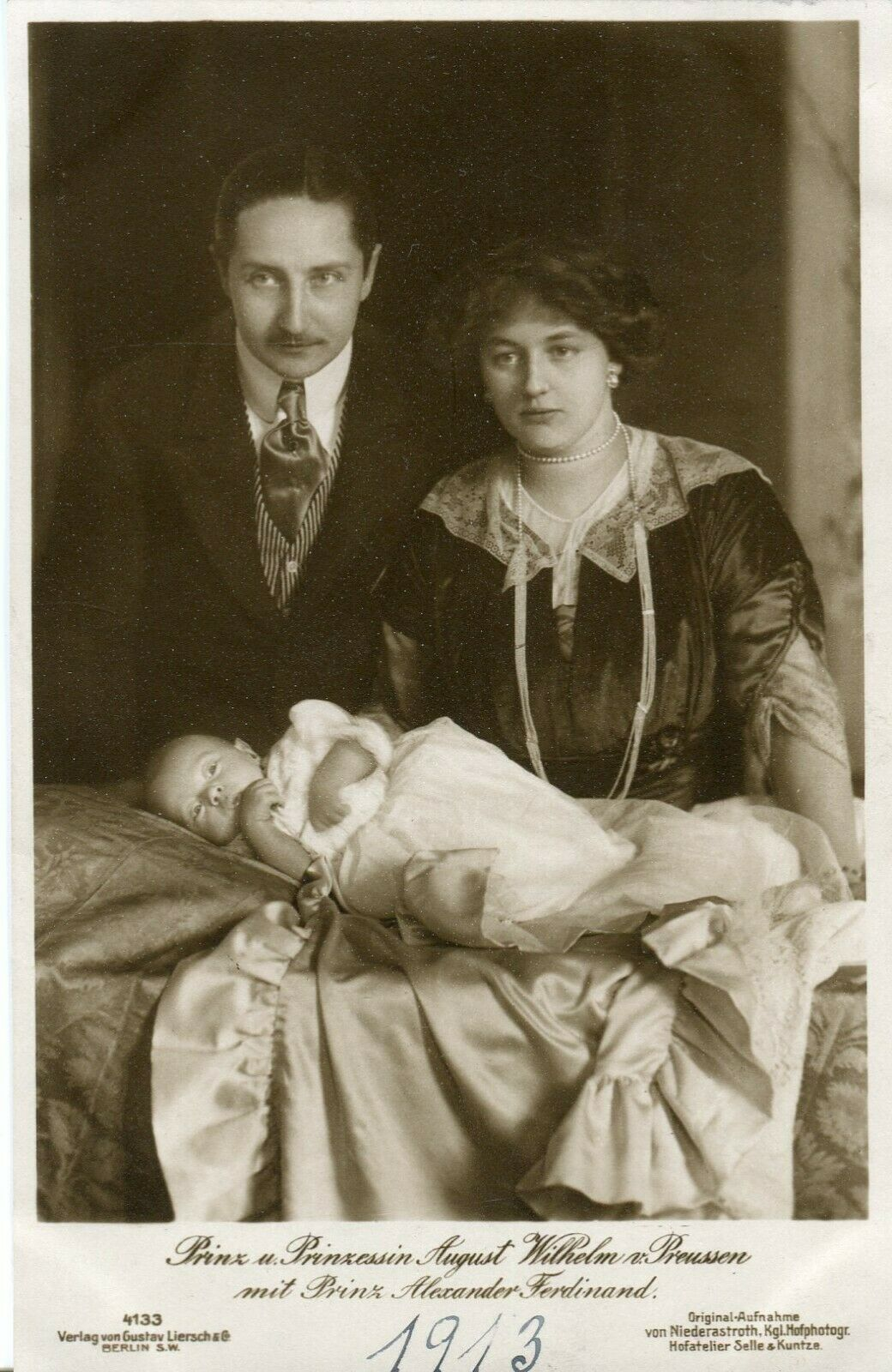
Le couple et leur fils en 1913.

Le couple prévoit de s'installer au château de Schönhausen, mais change d'avis lorsque l'empereur décide de leur laisser la villa Liegnitz dans le parc du palais de Sanssouci. Leur résidence se transforme en un lieu de rencontre pour les artistes et les intellectuels. La princesse est du 14 mai 1912 jusqu'à sa dissolution en 1919 chef du 14e régiment de dragons margravien-électoral.
Pendant la Première Guerre mondiale, Auguste-Guillaume est nommé administrateur du district de Ruppin ; son bureau et sa résidence se situent alors au château de Rheinsberg. Son adjudant personnel Hans Georg von Mackensen, qui est un ami proche depuis sa jeunesse, joue un rôle important dans sa vie. Ce qui est présenté comme des « tendances homosexuelles prononcées » contribuent à l'éventuel échec du mariage. L'empereur refuse cependant de les autoriser à divorcer.
Après la chute de la monarchie en 1918, le couple divorce le 16 mars 1920 à Potsdam.

### Second mariage
Alexandra-Victoria se remarie le 7 janvier 1922 au château de Grünholz avec Arnold Rümann (1884-1951), capitaine de corvette de la marine allemande, dont elle n'a pas eu de postérité. En 1926, elle s'installe pour un temps à New York, où elle travaille comme peintre. Elle divorce le 3 juillet 1933 à Berlin.

## Décès
Après la Seconde Guerre mondiale, Alexandra-Victoria vit dans une caravane près de Wiesbaden, où elle gagne sa vie en tant que portraitiste. Elle meurt le 14 avril 1957 dans un hôtel, au no 12 Cours de Verdun à Lyon.